# روزهای شیشه‌ای
روزهای شیشه‌ای نمایشنامه‌ای از محمد چرمشیر است، که روایتگر داستان فردی است که مدت‌هاست با کسی حرف نزده و در تمام تصمیم‌گیری‌هایش به یک دو راهی رسیده‌است.

## داستان
روزهای شیشه‌ای مردی را نشان می‌دهد که سال‌هاست با کسی حرف نزده و حالا فرصتی پیدا کرده از افکارش صحبت کند. این نمایشنامه به میزانی که به باورهای مذهبی می‌پردازد، همان قدر هم هشدار می‌دهد نباید به سمت باورهای اشتباه برپایه خرافات برویم. نمایشنامه به‌نوعی برخوردهای دینی و مذهبی، اعتقادات قلبی و باورهای خرافی آدم‌ها را نشان می‌دهد.

## اجرا
روزهای شیشه‌ای در سالن‌های تئاتر شهرهای مختلف به‌روی صحنه رفته‌است:
- ۱۳۹۰، کارگردان: سجاد افشاریان، تالار استاد هودی، شیراز[۳]
- ۱۳۹۱، کارگردان: سجاد افشاریان، سالن استاد انتظامی، خانه هنرمندان، تهران[۴]
- ۱۳۹۶، کارگردان: ایمان دبیری، تماشاخانه استاد سپاسدار، شیراز[۵]
- ۱۳۹۸، کارگردان: یاسر عودی، پردیس تئاتر مستقل[۶]